# Diecezja Livramento de Nossa Senhora
Diecezja Livramento de Nossa Senhora (łac. Dioecesis Liberationis Marianae) – diecezja Kościoła rzymskokatolickiego w Brazylii. Należy do metropolii Vitória da Conquista wchodzi w skład regionu kościelnego Nordeste III. Została erygowana przez papieża Pawła VI bullą Qui divina liberalitate w dniu 27 lutego 1967.